# Словацкая средневековая литература
Словацкая средневековая литература — литература, существовавшая на территории Словакии с X до начала XVI века.
С конца IX века литература на территории Словакии создавалась преимущественно на латыни, с XV века — на чешском языке. Создавалась на латинском языке словацкими, немецкими и венгерскими книжниками. Являлась частью европейской литературы на латинском языке и одновременно частью венгерской литературы. Развитие литературы происходило при отсутствии словацкого литературного языка. Отсутствие словацкой государственности и литературного языка, появившегося только в конце XVIII века, мадьяризация словацкой знати в Средние века затрудняют анализ словацкой литературы этого периода. До середины XX века древняя словацкая литература оставалась малоизученной.

## История

### Период латинской письменности
Сворад и Бенедикт
Словацкая литература берёт начало с великоморавской литературы, существовавшей в IX веке. В конце того же века славянский язык в богослужении Великой Моравии был вытеснен латынью. С X по XIV век письменность в Словакии создавалась в среде духовенства и в монастырях. В этот период получили распространение легенды (жития) и богословские трактаты. Епископом Мурусом, родившемся в районе Нитры, в 1064 году для князя Гезы была написана «Легенда о святых Свораде и Бенедикте». Легенда повествует о реально живших в XI веке двух монахах-отшельниках: Свораде и его последователе Бенедикте, причисленных к лику святых. Другой легендой, написанной на латыни в конце XI века, была «Легенда о святом Стефане», рассказывавшая о венгерском короле Иштване Святом. Развитие книжности происходило не только в монастырях: городские писари оставляли к книгам приписки, в основном светского характера. К XII—XIII векам относится появление памятника старославянской письменности, известного как «Спишские кириллические отрывки». В XIII—XV веках были написаны сочинения правового характера на латыни, в том числе Штявницкое право, Кремницкое горное право (1328), Привилегии для словаков (1381). Среди теологических трактатов того времени — «Рассуждение о покаянии» (лат. Tratctatus de poenitentia), написанное священником из Нитры в 1440 году.
В библиотеках «братств священников» хранились рукописи религиозного и научного характера, в том числе сочинения по филологии и астрономии.

#### Чешское влияние
На развитие словацкой письменности на рубеже XIV—XV веков оказали влияние словацкие студенты Пражского университета, привозившие на родину произведения на чешском языке («Продавец целебных мазей»). В XV веке словацкими авторами — каноником в Нитре Яном Вавринцовым и священником Лукашем из Нове-Место-над-Вагом были написаны гуситские трактаты. В Словакии получили распространение и чешские сочинения на латыни, в том числе «Далимилова» и «Чешская хроника». В XIV веке появились стихотворные молитвы и песни на чешском языке: «Поклоняюсь Тебе, милостивый Спаситель», «О, верный христианин», «Мария, матерь». Сначала чешский язык проник в административно-правовые документы, а позднее и в богослужение. Так, к 1380—1524 годам относятся записи делового характера, выполненные в третьей части «Жилинской городской книги». С 1451 года своеобразный чешско-словацкий язык (чешский со словакизмами) приходит здесь на смену немецкому и латинскому языкам. Во второй половине XV века в Братиславе был учреждён университет под названием Academia Istropolitana, возникли типографии и торговля книгами.